# Château de Foolz
 (janvier 2025).
Si vous disposez d'ouvrages ou d'articles de référence ou si vous connaissez des sites web de qualité traitant du thème abordé ici, merci de compléter l'article en donnant les références utiles à sa vérifiabilité et en les liant à la section « Notes et références ».
Pour les articles homonymes, voir Foolz.
Le château de Foolz est situé sur le territoire de la commune de Bourguignons, dans le département de l'Aube, en France.

## Localisation
Dans le Barséquanais, le château se situe en partie ouest du territoire communal, en rive gauche de la Seine. Le sentier de grande randonnée 2 le dessert.

## Historique
Dès le début du XIIIe siècle, il semble avoir été partagé entre le prieuré de Chappes et la famille des vicomtes de Bar-sur-Seine qui ont été dits aussi, vicomtes de Lignières et de Foolz.
En mars 1235, un accord survenu entre ledit prieuré et le vicomte Hugues de Lignières, par ailleurs seigneur de Bourguignons, stipule que « le prieur avait le droit de pêcher dans toute la rivière de Follis, autant qu’il voudrait, à savoir un jour par semaine, au-dessous et au-dessus du moulin ».
Fin 1250, l’abbaye Saint-Pierre de Montiéramey lui céda tout ce que son prieuré de Chappes possédait à Foolz, en hommes, eau, justices, terres, cens, coutumes, roisage (ou rouissage).
En 1329, Perronnelle de Rumilly, Dame de Fos, tenait fief en la châtellenie de Pont-sur-Seine qui entra dans la famille d’Argenteuil, en 1349. Puis il y eut une alliance entre Agnès de Lignières et Jean 1er, sire de Maligny. Au cours du XIVe siècle, la famille de Lignières possédait encore la seigneurie de Bourguignons.
En 1397, la maison seigneuriale de Foolz, occupée par Jean de Gray, était appelée « l’Hostel de la Court ».
Dans un aveu de 1399, Demoiselle Yolant de Hametel, sa veuve, le dit aussi. Elle déclarait posséder le four banal, « le siège du molin à blé et foulons sur la rivière de Sene où soloit avoir molins et à présent, sont de nulle valeur ». Elle ajoutait : « et ne faict aucune mencion en ce présent dénombrement d’une maison et grange assise devant l’église du dict Faux». L’église nommée ici n’est autre que la chapelle Notre-Dame car on ne connaît aucune mention d’église curiale ou succursale à Foolz.
Gabriel Grosley pensait que ce vieux château était entouré sinon par la Seine, du moins par des fossés qu’elle alimentait. On a quelques vues sur cette maison seigneuriale vers 1400 : au bord de Seine, les deux moulins à papier et foulons à draps dans le même corps de logis puis la maison et la grange devant l’église – peut-être la chapelle Notre-Dame ?
En janvier 1381, Foolz appartint à la famille Rebille de Langres, puis de Nogent-en-Bassigny. Or, parmi ses héritiers figurait en 1381, Yolant de Hametel, femme de « du Greil » (de Gray). Il apparaît qu’en 1384, Jean de Gray, seigneur de Villebertin et vicomte de Bar, était seigneur de Foolz. D’après Vignier, Jean de Gray avait acheté de Thibaud Rebille, Foolz et la vicomté de Bar sur Seine.
Dès lors, les seigneurs de Foolz furent les mêmes que ceux de Bourguignons, l’ancienne noblesse locale étant supplantée par des familles bourguignonnes, comme les Pot devenus vicomtes de Bar et la famille de Dinteville :
- en 1427-28 : Régnier Pot, chambellan du duc de Bourgogne, puis jusqu’en 1459 : son petit-fils, Philippe Pot, Il vendit alors à Claude de Dinteville, seigneur d’Échenay, qui lui céda en échange la vicomté de Bar.
- de 1459 à 1474 : Claude de Dinteville, seigneur d’Échenay (Chesnets), Commarin, Polisy… surintendant des Finances du duc de Bourgogne.
- de 1486 à 1550 : Gaucher 1er de Dinteville, mort en 1530, ensuite Anne du Plessis, sa veuve, Dame de Foolz et de la Forêt, morte en 1545, puis Gaucher II de Dinteville, son fils, seigneur de Vanlay, capitaine de Bar sur Seine, mort en 1550.
- de 1572 à 1578 : Louise de Coligny, sa veuve, morte en 1580, et leur fille, Marguerite de Dinteville qui jouit de ses seigneuries de Thennelières, Laubressel, Bourguignons, Foolz et la Vacherie (Clérey Bas) jusqu’à sa mort en 1596. Elle est dite Dame de Bourguignons. Un mois avant sa mort, elle avait donné ses fiefs de Bourguignons et Foolz pour la fondation d’un hôpital à Bourguignons. Dès lors, les seigneurs de Polisy n’eurent plus à Bourguignons et Foolz que la justice et la chasse.

Les derniers propriétaires de Foolz
Après la vente faite en 1596 à l’Hôpital général de la Pitié à Paris :
- de 1718-1762 : Georges Jubert, Marquis de Thil, Seigneur de Magnant, puis de 1762-1789 : Olympe-Elisabeth Jubert de Thil, sa fille, femme de César-François, Comte de Chastellux

- vers 1810 : Joseph Arsène Blavoyer (1815-1884), député de l'Aube et vers 1838 jusqu’à sa mort en 1884. Il a réuni à son domaine les dernières maisons du hameau de Foolz. Pendant plus d’un demi-siècle, la famille Blavoyer a acheté maisons et jardins aux petits propriétaires du hameau. Les constructions ont été rasées afin d’agrandir le parc du château et les parcelles alentour.

- il appartint à Roger Douine (Troyes 1861 - Paris 1925), filateur à Troyes, juge au Tribunal de commerce à Troyes, administrateur des Grands Magasins du Louvre à Paris, médaillé d'argent de la Reconnaissance française (1920).

- de 1884 à 1938 : le fils d’Arsène et de Anne-Pauline Guyot : Jules Lucien Blavoyer et sa sœur, épouse Edmond de la Germonière.

- en 1938 : les familles Poron-Bricard

- en 1964 : Roger Paupe, puis son épouse

- en 1995 : un dirigeant belge d’une société de cosmétique, Yvan Vindevogel

- en 2022 : la famille de Joseph et Édouard Laurenti, viticulteurs aux Riceys

(ces trois derniers étant propriétaires seulement du château).

## Description
À l’extrémité d’une longue allée de 350 m arborée, on accède à la cour du château par un beau portail datant de la fin du XVIIIe siècle. Les deux piliers à bossages sont épaulés par des ailerons à volutes et surmontés de pots à feu finement sculptés. La grille présente les initiales L.A. – peut-être les familles Lignières et Argenteuil, jadis propriétaires du domaine ?

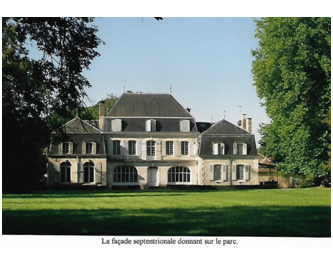
Facade septentrionale, parc château de Foolz.

L’origine du château actuel semble inconnue. Il est composé d’un corps central probablement du XVIIe siècle et de deux pavillons latéraux du XVIIIe siècle.
L’origine du château actuel semble inconnue. Il est composé d’un corps central probablement du XVIIe siècle et de deux pavillons latéraux du XVIIIe siècle.
La façade sud présente de belles proportions. La sobre modénature du corps central est définie par cinq travées de fenêtres légèrement cintrées et originellement à petits bois – comme au 1er étage, côté nord. Trois lucarnes éclairent le grand comble « à la Mansart ».
Les pavillons se composent d’un rez-de-chaussée et d’un comble. Leurs façades sont marquées de trois travées. Les baies du rez-de-chaussée sont en plein cintre et les belles clés en langue sont sculptées de palmettes. Sur le pavillon ouest, des lucarnes à fronton porte-fenêtre se sont substituées aux sobres lucarnes originelles et permettent d’accéder à un grand balcon. Ce dernier ainsi que la facture des éléments de pierre de taille des lucarnes modifiées, trahissent une intervention du XIXe siècle.
Les pignons latéraux ouest et est offrent une disposition originale. Ils sont composés d’une travée centrale surmontée d’une grande lucarne à ailerons et à fronton curviligne. Cet agencement rappelle le modèle dit « lucarne flamande ». Ici, le trumeau central est élargi pour y adosser une cheminée et son conduit. La pièce intérieure ne présente pas de mur de refend qui supporte habituellement les cheminées et une souche aurait été disgracieuse si elle avait été placée contre le brisis d’ardoises. Les pièces – grand salon à l’est et cuisines à l’ouest - ont été agrandies au nord et au sud pendant ou peu après la construction de l’édifice. Les niches en plein cintre du pignon oriental s’interpénètrent avec les chaînes d’angle du volume originel. Les arcs présentent de belles clés en langue.
La façade nord présente la même disposition volumétrique que celle de la façade sud. Toutefois, une galerie couverte d’une terrasse a été aménagée à la fin du XIXe siècle devant le corps central. Cette galerie s’est avérée nécessaire pour assurer une nouvelle disposition à la suite de la démolition de l’escalier central et l’aménagement de commodités. Les baies du 1er étage du corps central montrent les menuiseries originelles à petits bois.

## Parc et dépendances
Un parc d’une quinzaine d’hectares entoure le château jusqu’à la Seine. Il est très arboré avec, en particulier, de magnifiques hêtres. On y découvre aussi de grandes serres, un verger, un terrain de tennis, un immense vivier autrefois alimenté par la Seine et maintenant envasé, et dans la partie orientale, quelques vieilles pierres tombales abîmées et moussues indiquant l’emplacement de l’ancien cimetière du hameau.
Dépendances
La cour intérieure est délimitée à l’est et à l’ouest par une double rangée de tilleuls et de longs bâtiments à usage de dépendances. On y trouve successivement : une maison de jardinier, un chenil, un bûcher, des garages, remises, écuries, ateliers, etc. Tous ces bâtiments possèdent des menuiseries traditionnelles munies d’éléments de serrurerie anciens. Ces derniers, ainsi que les sols – grandes dalles de pierre, tomettes et même pierres d’imprimerie – témoignent de constructions de qualité de grande valeur artisanale.
À droite du château, légèrement en retrait, se dresse une jolie maison avec étage, c’est la « maison du curé » Cette dénomination révèle-t-elle la présence d’un curé à Foolz et par le fait même, une chapelle plus importante ?
Vers 1770, la chapelle Notre-Dame, sans titres ni revenus, tombait déjà en ruine. Celle-ci est une reconstruction plus petite et relativement récente et recèle deux vitraux du XIXe siècle.
Dans les communs situés à droite de la cour d’honneur, des stalles pour loger plusieurs chevaux et une sellerie.
Pigeonnier
Situé au milieu de la cour mais désaxé par rapport à celle-ci, le pigeonnier impose sa silhouette massive. Au premier abord, on constate qu’il ne fait pas corps avec le château actuel et n’est probablement que le seul vestige de l’ancien château.
Le gros œuvre du pigeonnier date vraisemblablement du XVIe siècle. Au-dessus de la salle voûtée, la paroi intérieure est revêtue de plusieurs centaines d’alvéoles. Celles-ci sont exécutées en torchis armé de branches (fagots). L’ensemble est badigeonné au lait de chaux. La tour est surmontée d’une charpente de conception peu banale. Elle soutient un lanternon en forme de cloche à base octogonale, recouverte d’ardoises taillées. Cette charpente qui datait du XVIIIe siècle a été complètement refaite et posée le 10 juin 1992 par l’atelier de Erwin Schriever.
Menaçant ruine, il retient l'attention de la Fondation du patrimoine dans le cadre du loto du patrimoine 2024.

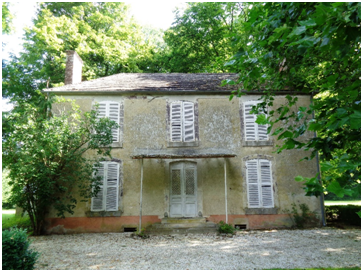
La maison du curé.
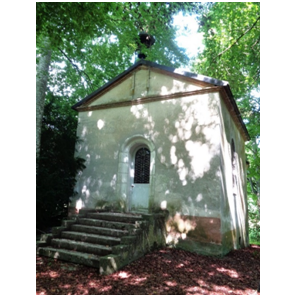
La chapelle Notre Dame.
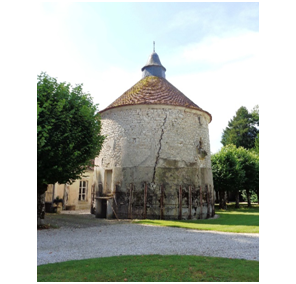
Le pigeonnier.
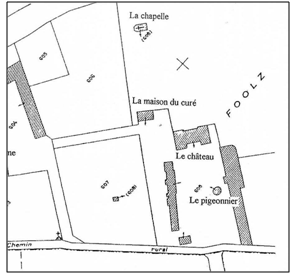
Plan cadastral 1900.